# Francisco Verdejo Páez
Francisco Verdejo Páez, matemático, geógrafo y astrónomo español del siglo XIX.

## Biografía
Era hijo del también matemático Francisco Verdejo González. Afrancesado, fue profesor de aritmética, álgebra y geometría en el Real Colegio de Lavapiés de Madrid, entre octubre de 1809 y julio de 1812. Posteriormente fue, como su padre, catedrático de matemáticas en los Reales Estudios de San Isidro (1821-1822), así como de Geografía del Instituto de Noviciado en Madrid y profesor segundo del Seminario de Nobles en 1835, aunque renunció.
Fue nombrado catedrático de Geografía de la Universidad Central desde el 15 de octubre de 1845. Escribió un Tratado de Agrimensura (Madrid, 1814) y unos Principios de geografía astronómica, física y política (1818) que tuvieron, sobre todo este último, un éxito formidable, y muchas otras obras de geografía; todas ellas fueron reeditadas y reimpresas a lo largo del siglo XIX. Literaria es La Inquisición por dentro o el 8 de marzo de 1820, pieza dramática en cuatro actos muy anticlerical.

## Obras
- Tratado de Agrimensura (Madrid, 1814)
- La Inquisición por dentro o el 8 de marzo de 1820, pieza teatral.
- Guía práctica de agrimensores y labradores, o Tratado completo de agrimensura y aforaje Madrid, 1822.
- Principios de geografía astronómica, física y política de la Edad Media y Moderna : arreglada al estado actual del mundo y adornada con muchas tablas curiosas y sus correspondiente láminas y nuevos mapas geográficos arreglados al meridiano de Madrid, 1818; en 1891 llevaba ya treinta reimpresiones.
- Elementos de Historia universal, Madrid, 1826.
- Descripción general de España, Madrid, 1827.
- Breve idea de los cometas, Madrid, 1828.
- Cartilla elemental de Historia, Geografía antigua y moderna y Cronología, Madrid, 1844.
- Repertorio de geografía, Madrid, 1853.
- Repertorio de Historia Universal, Cronología y Geografía antigua y moderna comparadas, Madrid, 1859.
- Curso elemental de Geografía, París, 1870.

## Fuente
- VV. AA., Diccionario Biográfico del Trienio Liberal, Madrid: El Museo Universal, 1994.
- Jesús Ángel Valverde Ortega, "La enseñanza de la geografía en los libros de texto durante el siglo XIX: la obra de Francisco Verdejo Páez", en VV. AA., Actas del 5º Congreso sobre el libro de texto y materiales didácticos coord. por Luis Antonio Arranz Márquez, Vol. 2, 1997, ISBN 84-922271-3-3 , pags. 313-326.